# Catharinella
Catharinella là một chi rêu trong họ Polytrichaceae.